# Sinkin' in the Bathtub
Sinkin' in the Bathtub (1930) – amerykański film animowany, w którym bierze udział Bosko. Jest to pierwszy animowany kinowy film krótkometrażowy w dystrybucji Warner Bros. oraz debut filmowy postaci Bosko.